# ロバート・メンジーズ
サー・ロバート・ゴードン・メンジーズ（英語: Sir Robert Gordon Menzies KT PC FRS、1894年12月20日 - 1978年5月15日) は、オーストラリアの政治家。第12代首相を務めた。自由党の創設において中心的な役割を果たし、その政策と幅広いアウトリーチを定義した。なお首相としての在任期間は最長であった。

## 経歴

### 生い立ち
1894年12月20日にビクトリア州ジェパリットに誕生する。彼には2人の兄・姉・弟がおり、メンジーズはオーストラリア生まれにして2人の両親を持つ最初の首相であった。父親はバララット、母親はクレスウィックで誕生した。彼の祖父母はビクトリア朝のゴールドラッシュによってオーストラリアに引き寄せられていた。青年時代はメルボルン大学で法律学を学び、メルボルン有数の弁護士となる。

### 政界
1932年から34年までヴィクトリア州副首相を務め、その後連邦議会議員に転ずる。1934年4月、ジョゼフ・ライオンズが死去したことに伴い統一オーストラリア党党首に選出され、第12代連邦首相に就任。1939年9月に始まった第二次世界大戦への参戦を決定し、1941年にイギリスでウィンストン・チャーチルの戦時内閣に4ヶ月間加わった。しかし党内での支持を失い、同年8月帰国した後に首相を辞した。その後は統一オーストラリア党に代わるオーストラリア自由党の創設を支援し、1945年8月にその初代党首者に選出された。
1949年の連邦選挙においてメンジーズは保守連合を勝利へと導き首相に返り咲いた。ラジオを通じて促進された家と家族へのアピールは、経済が成長し、中産階級の価値観が普及するにつれて、冷戦に対する恐怖もあり国民の時代精神と一致した。メンジーズは2期目に7回連続で選挙に勝利し、最終的に1966年1月に首相を辞任した。
1937年2月1日、枢密顧問官に任命された。
1963年3月29日、シッスル勲章を授与された。1965年11月11日から1978年に死去するまで五港長官を務めた。1965年6月3日、王立協会フェローに選出された。